# Sollerup
Sollerup là một đô thị thuộc huyện Schleswig-Flensburg, bang Schleswig-Holstein, Đức.